# Krigene i Jugoslavien
Krigene i Jugoslavien var en serie af krige og væbnede konflikter mellem 1991 og 2001 inden for det område, der før 1991 udgjorde landet Jugoslavien. Krigene påvirkede alle de seks tidligere republikker i Jugoslavien: Serbien, Kroatien, Montenegro, Slovenien, Bosnien-Hercegovina og Makedonien, der alle blev selvstændige lande. Krigene førte derudover til løsrivelsen af Kosovo fra Serbien og førte til en udvidet autonomi i Vojvodina, der fortsat er en del af Serbien.
Krigene var præget af bitre etniske konflikter mellem befolkningsgrupper i det tidligere Jugoslavien. Konfliktene havde diverse politiske, kulturelle og etniske undertoner, ikke mindst frygten for serbisk dominans. Krigene var blandt de blodigste i Europa siden 2. verdenskrig og resulterede i 300.000 døde (estimeret) og millioner af flygtninge. De var også de første konflikter siden 2. verdenskrig, der formelt blev omtalt som folkemord. Flere af de involverede parter er blevet anklaget for krigsforbrydelser.
De jugoslaviske krige opdeles oftest i følgende krige:
- Krigen i forbindelse med Jugoslaviens opløsning:

1. Tidageskrigen i Slovenien (1991)
2. Den kroatiske selvstændighedskrig (1991-1995)
3. Krigen i Bosnien-Hercegovina (1992-1995)

- Konflikten i og omkring Kosovo:

1. Kosovokrigen (1998-1999)

- NATO-kampagner mod Serbien og Republika Srpska:

1. Nato-bombninger af Republika Srpska (1999-2001)

Herudover opstod i 2001 uroligheder i Makedonien, da det albanske mindretal kæmpede mod Makedoniens regeringsstøtter.